# Firdauszí
Firdauszí vagy Firduszi Abul-kászim Manszúr (perzsául: ابوالقاسم فردوسی), (934 – 1027) a perzsa irodalom (egyben a világirodalom) egyik legjelentősebb költője.

## Élete
Firdauszí a Túsz közelében fekvő Sádab nevü faluban született. Mahmúd gaznavida szultán udvarában működött, és itt bízták meg a Dakíkí költő által megkezdett Királyok könyvének (Sáhnáme) megírásával. Firdauszí mintegy 30 évig dolgozott művén, amely végül egy közel 60 000 verspárból álló költeménnyé vált. Tartalma a perzsák története volt a régi perzsa királymondáktól a Szászánidák 651-es bukásáig. A történet szerint a szultán által megígért 60 000 arany helyett csak ugyanannyi ezüstpénzt kapott a mű befejeztekor Firdauszí. 
A csalódott költő lesújtó szatírát írt Mahmúd számára, majd a szultán haragja elől Bagdadba menekült. Itt megszerezte a kalifa nagyvezérének jóindulatát, és öreg korában megírta a pogány kori hősök dicsőítésére a Juszuf és Zulejkhá című eposzt. A műben a Korán legszebbnek nevezett történetét énekelte meg vallásos szellemben. Később barátai és Mahmúd szultán nagyvezérének közbenjárására Firdauszí visszaköltözhetett Perzsiába, és Túszban tölthette utolsó éveit. Magas kort élt meg, 1027-ben hunyt el. A monda szerint végül Mahmúd – megbánva korábbi fukarságát – mégiscsak útnak indított 12 tevét a 60 000 arannyal. A tevék éppen Firdauszí temetésének napján érkeztek meg Túszba.

## Magyarul
- Zál, Rusztem atyja. Részlet a Sáhnáméból; ford., jegyz. Erődi Béla; Református Kollégium Ny., Kolozsvár, 1889
- Feridun és fiai. Részlet a Sahnámé c. eposzból; ford., bev. Radó Antal; Lampel, Bp., 1891
- Firduszi Sahnáméjából. Szijavusz; ford. Radó Antal; Franklin, Bp., 1896 (Szépirodalmi könyvtár)
- Firduszi Sahnáméjából. Zál és Rudabé; ford. Radó Antal; Franklin, Bp., 1897 (Világirodalom gyöngyei)
- A Sahnáméból. Feridun és fiai. Szijavus. Zál és Rudabé; ford., bev. Radó Antal; Lampel, Bp., 1905 (Remekírók képes könyvtára)
- Királyok könyve; vál., prózaford. Honti Rezső, prózaford. kieg. Végh Mária, ford., bev. Devecseri Gábor; Európa, Bp., 1959 (A világirodalom klasszikusai)
- Sáhnáme A Királyok Könyve – részletek; in: Dr. Gaál László fordításai; L.N.L., Hajdúszoboszló, 2014 (A fenséges kert legerősebb fája sorozat)